# チャレンジャー1
チャレンジャー1（FV4030/4 Challenger 1）はイギリスが開発した主力戦車である。
現在は改良型であるチャレンジャー2と世代交代している。

## 開発経緯
1960年代は国際共同開発で新企画戦車開発が試みられた時期であったが、共同開発車両は新規技術投入を優先し、開発費用や量産化時点で想定される生産コストや性能面で各国のニーズに合ったものを開発、供給できない傾向を示した。結果、仏・西独共同計画はそれぞれAMX-30・レオパルト1という独自の規格に帰結し、レオパルト1からの更新時の西独・米共同計画のMBT-70は試作車輌を製作した段階で頓挫するに至った。
イギリス陸軍はこと戦車開発に関しては極めて保守的であり、センチュリオンやチーフテン開発時と同様、むしろ既存の技術体系に一部改良を加えた信頼性に足る堅実な設計を新世代車両に要求した。
同時期、対イラン向け輸出用戦車の計画があった。当時王制でありイギリス本国とも比較的良好な関係であったイラン向けの輸出用でシール2として開発を進めてられていたものである。当時のシール1としてチーフテンを採用していた同国は、次期主力戦車もまたイギリスに発注した。イギリスは主力戦車チーフテンをたたき台として開発を進めていたが、イラン・イスラム革命によって発足した新政権はイギリスへの発注をキャンセルにし、計画は宙に浮いた状態になっていた。
結果、その計画に着目したイギリス陸軍が同計画を次期主力車両開発計画にシフトしたことによって、本車の第一世代であるチャレンジャー1の開発に繋がることになった。

## 構成
同時期の第3代戦車のトレンドであった120mm口径戦車砲の搭載と防御力重視の車体構造は既に先代のチーフテンで先取りして実現していたため、主な改善点は動力部を含む足回りの強化、および後述される複合装甲にあるといわれる。
それ以外の車体の基本構造は基本的にチーフテンを発展させたもので、特段新しい技術は見あたらないといわれており、逆に言えば、既存の成熟した技術を採用することによって、比較的低コストで開発でき、堅実で信頼性の高い戦車に仕上がっている。

### チョバムアーマー
砲塔前・側面装甲にチョバムアーマーと言われる装甲を採用している。チョバムアーマーとは、中空装甲内部にハニカム構造のセラミックス等を挟んでいる積層（複合）装甲の一種とされているが、詳細な材質については他の複合装甲同様に一応の軍機扱いであり、開発当事国であるイギリスから直接技術を購入しない限り開示されないのが建前である。積層装甲の特徴として通常の徹甲弾のみならず成型炸薬弾の運動エネルギー相殺にも効果を発揮する。
湾岸戦争時にT-55の100mm砲の直撃を砲塔正面に受けたことがあるが、表面塗装が燃えた程度の被害であった。
（ちなみに、NATO加盟国による合同軍事演習の時、各国の戦車兵たちは自国の戦車が最も良いと言いつつ、「実戦では何に乗りたいか？」と問われた際に、「チャレンジャーに乗りたい」と言った戦車兵が最も多かったという逸話が生まれたのも、この装甲から来ている面が大きい）。
しかし、幾つもの素材を重ねる特質上加工時の柔軟性には期待できず、それまでの戦車に多用されていた鋳造による曲面加工には向かない。従って外見的に平面で構成されていたため登場当時には、丸みを帯びたチーフテンとは対照的な新世代戦車であることを周囲に印象づけた。
また、車体全面にその装甲が施されているわけではないため、湾岸戦争時などは追加装甲で対応した。またチャレンジャー1では砲塔右側面から正面にかけての部分に暗視装置が配置されており、切り欠けが有る部分には施されていない。そのため、施されていない部分の防御効果については疑問視されていた。

### 追加装甲
湾岸戦争時には上記の理由も鑑み、追加装甲が施された。主な追加装甲は車体の前面とサイドスカートの改善であり、内容は爆発反応装甲であるとされている。
|          | チャレンジャー2                     | チャレンジャー1                     | チーフテン                              | コンカラー                        | センチュリオンMk.3-13                            |
| -------- | ----------------------------------- | ----------------------------------- | --------------------------------------- | --------------------------------- | ------------------------------------------------ |
| 画像     |                                     |                                     |                                         |                                   |                                                  |
| 世代     | 第3.5世代                           | 第3世代                             | 第2世代                                 | 第2世代                           | 第1世代                                          |
| 全長     | 11.55 m                             | 11.5 m                              | 10.8 m                                  | 11.582 m                          | 9.83 m                                           |
| 全幅     | 3.52 m                              | 3.51 m                              | 3.50 m                                  | 3.987 m                           | 3.39 m                                           |
| 全高     | 3.04 m                              | 2.95 m                              | 2.89 m                                  | 3.353 m                           | 3.01 m                                           |
| 重量     | 68.9 t                              | 62 t                                | 55 t                                    | 66.044 t                          | 52 t                                             |
| 主砲     | 55口径120mmライフル砲               | 55口径120mmライフル砲               | 55口径120mmライフル砲                   | 55口径120mmライフル砲             | 66.7口径20ポンド（84mm）砲 51口径105mmライフル砲 |
| 副武装   | 7.62mm機銃×1 7.62mm機関銃×1         | 7.62mm機銃×2                        | 7.62mm機関銃×2                          | 7.62mm重機関銃×2                  | Mk.3-4:7.92mm機関銃×2 Mk.5-13:7.62mm重機関銃×2   |
| 装甲     | チョバム+ERA+スラット               | チョバム+ERA                        | 通常                                    | 通常                              | 通常                                             |
| エンジン | 液冷4ストローク V型12気筒ディーゼル | 液冷4ストローク V型12気筒ディーゼル | 液冷2ストローク 水平対向6気筒ディーゼル | 液冷4ストローク V型12気筒ガソリン | 液冷4ストローク V型12気筒ガソリン                |
| 最大出力 | 1,200 hp（895 kw）                  | 1,200 hp（895 kw）                  | 750 hp                                  | 810 hp／2,800 rpm                 | 650 hp／2,550 rpm                                |
| 最高速度 | 59 km/h                             | 56 km/h                             | 48 km/h                                 | 34.28 km/h                        | 34.6 km/h                                        |
| 懸架方式 | ハイドロニューマチック式            | ハイドロニューマチック式            | ホルストマン式                          | ホルストマン式                    | ホルストマン式                                   |
| 乗員数   | 4名（車長, 砲手, 操縦士, 装填手）   | 4名（車長, 砲手, 操縦士, 装填手）   | 4名（車長, 砲手, 操縦士, 装填手）       | 4名（車長, 砲手, 操縦士, 装填手） | 4名（車長, 砲手, 操縦士, 装填手）                |
| 装填方式 | 手動                                | 手動                                | 手動                                    | 手動                              | 手動                                             |
| C4I      | 〇                                  | △                                   | ×                                       | ×                                 | ×                                                |

## 運用
当初チャレンジャー1は、1987年に西ドイツで開催された「CAT '87」 (Canadian Army Trophy) と呼ばれる、NATO諸国6か国の機甲部隊が参加した戦車射撃競技会でのスコアが芳しくなかったため、性能については疑問視されていた。
湾岸戦争時の1991年2月26日、クイーンズ・ロイヤル・アイリッシュ軽騎兵連隊所属の第17/第21槍騎兵連隊ティム・パーブリック大尉指揮下のチャレンジャー1が約3,600メートル離れたイラクのT-55戦車を破壊し、その直後にガソリンタンカーを追撃した際はタングステン製のL23A1 APFSDS弾を使用し、射程4700メートルでの攻撃を行った。
同日、コールサイン「11B」のロイヤル・スコッツ竜騎兵連隊のチャレンジャー1戦車が、劣化ウラン弾頭を搭載したL26A1 APFSDS弾を使用して、射程5,100メートルでイラク戦車と交戦し、これを撃破。これは対戦車戦闘で運動エネルギー弾による直接射撃での撃破に成功した距離の最長記録であると考えられている。このとき砲手を務めていたマイケル・スミスは照準した際、ターゲットが非常に遠かったために照準楕円がHESH対応型のように変位するのを信じられない思いで見ていたという。
後にマイケル・スミスは常識外れな長距離射撃で命中させたことに対してこのような言葉を残している。
「私はオートレイ・コンピュータシステムを解除し、発射前に手動で目標に微調整を加えて楕円を調整しました。私の唯一の後悔は、まぐれ当たりではなく、慎重に照準を合わせた射撃であることを疑う人に（そうではないと）証明するために、（修正）射撃を繰り返すことができなかったことです！」
上記は湾岸戦争でのチャレンジャー1のエピソードの一部であり、全体では200両近いイラク軍戦車と交戦し、時には被弾したが　砲弾を全て弾き返し、一方的に撃破した。これらの功績から、チャレンジャー1の部隊には一躍称賛が寄せられることとなった。
（ちなみに、トップクラスの第三世代戦車の命中限界は約3,000mと言われており、たとえ相手が旧ソ連製の古い戦車であったとしても、5,000m先の目標に「命中」させる事自体が非常に困難である。）
イギリス軍においてはすべて後継のチャレンジャー2へと交替して退役した。退役した318両がヨルダン軍に引き渡されアル・フセインの名称で呼ばれている。
ヨルダンの現国王であるアブドゥッラー2世はイギリスのサンドハースト王立陸軍士官学校に在学中にチャレンジャー1の操縦や指揮運用を習っており、自分で操縦することができる。

## 派生型
チャレンジャーMk.1
初期型。
チャレンジャーMk.2
第二次生産型, TOGS (Thermal Obersvation Gun Sight) 射撃システムが追加された。
チャレンジャーMk.3
第三次生産型。

## 採用国
- イギリス
- ヨルダン